# 金沢久幸
金沢 久幸（かなざわ ひさゆき、1972年1月18日 - ）は、日本の男性キックボクサー、格闘技支援病院医療法人俊和会寺田病院リハビリテーション科科長、健康向上企画スポーツメディカルアドバイザーを経て、2007年ボディーケアを業務の有限会社ボディー・ケア・プランを設立、同社の代表取締役社長。埼玉県八潮市でキックボクシング「Diamond In The Rough」、武道空手「破天荒塾」の代表として後進の指導をしている。　埼玉県八潮市出身。
八潮市の富士魅ジムに所属し、ほとんど独学でキックボクシングを学び全日本王者となった。その後、川口市でジム「TEAM-1」を設立し世界王者まで上り詰めた（現在TEAM-1は知人に譲っている）。第10代・第12代全日本ライト級王者、元WPKCムエタイ世界スーパーライト級王者、元IMTCムエタイ世界ウェルター級王者。

## 来歴

### プロデビュー
1988年4月29日、16歳でプロデビュー。
1998年7月8日、当時キックボクシング界でカリスマ的存在だった立嶋篤史に3R跳び膝蹴りでKO勝利しブレイクする。
1998年9月19日、全日本キックボクシング連盟（AJKF）とマーシャルアーツ日本キックボクシング連盟（MAキック）の対抗戦で、当時のMAキックスーパーフェザー級王者山崎道明と対戦。5R判定2-1で勝利を収めた。
1998年11月14日、日本武道館で佐久間晋哉（K-Uフェザー級王者）に、3Rバックブローからの跳び膝蹴りでKO勝ちし、その年のMVP選手に選ばれる。
1999年1月25日、シュートボクシングとの対抗戦では、元日本カーディナル級王者若宮一樹と対戦し5R判定3-0で勝利。
1999年5月11日、AJKF「WAVE-III」で行なわれた全日本ライト級王座決定戦で島野智広（同級2位）と対戦し、5R判定勝ちで第10代全日本ライト級王者となった。
1999年11月22日、WKAヨーロッパ・ライト級王者のグレコリー・トロンビニー（フランス）に3RバックブローでKO勝利。この試合の前に金沢の母親が亡くなり、リング上での亡き母への勝利報告には関係者一同涙した。
2000年1月21日、AJKF「LEGEND-I」で行なわれた王座初防衛戦で小林聡と対戦し、5R判定負けで王座から陥落した。
富士魅ジム会長がトラブルを起こしAJKFから除名処分を受けたため、双子の弟でありトレーナーでもある金沢直文と新ジム「TEAM-1」を設立し、2000年7月30日の試合から同ジム所属として出場した。
2000年9月13日、ニュージーランド・ムエタイライト級王者のデビッド・ガーンにハイキックとパンチで4RKO勝利。
2001年1月4日、全日本ライト級王座決定戦で林亜欧と対戦し、5R判定勝ちで第12代全日本ライト級王者となった。
2001年5月20日、AJKFとMAキックの対抗戦で、今度は当時のMAキックライト級王者井上哲と対戦。2Rにハイキックでダウンを奪い判定勝利。この試合で井上は完敗を認め、対抗戦の敗戦の責任を取るためMAキックライト級王者を返上する。
2001年6月17日、タイ王国・ラジャダムナン・ライト級1位のサッダム・ギャットヨンユットにバックブローを浴びせパンチでKO勝ちした金沢は本場タイの新聞にも紹介された。
2001年8月10日、「HOT SHOT」で行なわれたWPKCムエタイ世界スーパーライト級王座決定戦でオスマン・イギン (ベルギー / WMTA世界ライト級王者)と対戦。5R判定0-2で勝利し新王者になった。
2001年11月30日、ISKAニュージーランド・ウェルター級王者ニック・ミッチに多彩な攻撃を効かせて5R判定3-0で勝利。
2002年4月28日、AJKFとMAキックの対抗戦で、当時のMAキックライト級王者武藤孝行（後にUKF世界スーパーライト級王者となった）と対戦。5R判定2-1で勝利。
2002年11月24日、イタリアのパドヴァで行なわれた「KICKBOXING MONDIALE 3 LA GRANDE SFIDA」のWPKCムエタイ世界スーパーライト級タイトルマッチでマテオ・トレビサン（イタリア）と対戦。跳び膝蹴りによりマテオが負傷したため、レフェリーストップによる3RTKO勝ちとなり防衛に成功した。
2003年5月31日、イタリアのモデナで行なわれた「JAPANESE ATTACK! 〜Night of the SAMURAI〜」のWPKCムエタイ世界スーパーライト級タイトルマッチで、ロベルト・バッシリ（イタリア / WPKCイタリア・スーパーライト級王者）と対戦。前日計量でも体重をオーバーするなど調整不足のためか動きに精彩を欠き、5R判定負けで王座を失った。
2004年12月5日、AJKFとJ-NETWORKの対抗戦で、当時のJ-NETWORKウェルター級王者SHIN（アクティブJ）と対戦。パンチでダウンを2度奪い3R判定3-0で勝利。
2005年2月26日、イタリア・ジェノヴァで WPKCムエタイ世界ウェルター級王者イッティポン・アッカスリボーン（タイ）に5R跳び膝蹴りでKO勝利。
2005年5月28日、アメリカのラスベガスで行なわれたIMTCムエタイ世界ウェルター級王者決定戦で、トム・ジョーンズ（アメリカ / IKKCアメリカ王者）を1R1:24KOで下し、新王者になった。
2006年8月27日、「S.W.S. 〜Super Weiter Struggle〜」で石黒竜也（NJKFウェルター級2位）と対戦。この試合は両者ともに反則を応酬する荒れた試合となった。金沢は、踏みつけ、頭突き、タックル、場外逃避など反則攻撃をもらい、自身もブレイク直後にハイキックを出すなどした。この試合では、石黒にはレッドカードが3枚、金沢にもセコンド乱入によりレッドカードが1枚渡された。相手側の減点が響き、3R判定3-0（全員29-27、レッドカードの減点のみでの決着）で勝利した。この試合はフジテレビSRSのキャスター浅草キッド、西山茉希が来ていたが、あまりの荒れ試合によりテレビでは全てカットされオンエアーされなかった。
同年11月5日に東京のディファ有明で行なわれた「M-1 FAIRTEX SINGHA BEER ムエタイチャレンジ 〜タイ国王即位60周年記念杯2006〜」のM-1ウェルター級王座決定戦で、ゲンナロン・ウィラサクレック（タイ / BBTV認定ウェルター級王者）と対戦。右肘打ちをもらい、2R1:38KO負けし、王座獲得にはならなかった。

## 戦績
- プロキックボクシング戦績: 76戦 42勝 25KO 29敗 5分

## 獲得タイトル
- 1998年度全日本キックボクシング連盟最優秀選手賞
- 第10代全日本キックボクシング連盟ライト級王座
- 第12代全日本キックボクシング連盟ライト級王座
- WPKCムエタイ世界スーパーライト級王座（防衛1度）
- IMTCムエタイ世界ウェルター級王座

## 備考
- 1998年全日本キックボクシング連盟から多くのジムが脱退しキックユニオンを設立した為、全日本キックボクシング連盟は衰退したが、その時期にバンタム級王者 土屋ジョー、ウェルター級王者 魔娑斗らと共に多くの他団体のチャンピオンを破り、全日本キックボクシング連盟は復活。その功労者の一人である。
- バックブロー、跳び膝蹴りなど彼のスタイルは派手な技が多くKO勝ちはとても壮絶で4回担架が出た。
- 独学で始めたため、当時のムエタイスタイル主流の中、派手な技が多い彼のスタイルは玄人には受け入れられなかったようである。観客から「お前のはキックボクシングじゃねえ!」とよく罵倒されたと雑誌のインタビューで答えていた。
- 入場テーマである「希望の鐘が鳴る朝に」はTHE ALFEEのラジオ番組「『坂崎さんの番組』という番組」での共演で直接本人から送られた曲である。金沢はお礼にパンチグローブとキックミットを贈った。
- 坂崎幸之助のラジオ番組に出演したのは当時フジテレビSRSのキャスターだった畑野浩子の紹介で出演が決まった。ちなみに畑野浩子は同じ埼玉県の隣町（松伏町）出身。
- 魔裟斗がAJジムで練習していたときに私用で訪れていた金沢に「跳び膝蹴りを教えてください」と言ったが「君のスタイルには合わないでしょ」と断った。
- 海外で人気が高い選手で、これまでにベルギー（1回）、イタリア（3回）、オランダ（1回）、アメリカ（2回）、韓国（2回）で試合をしており、映画の影響もあってか「LAST SAMURAI KANAZAWA」と紹介されている。イタリアのマガジンの表紙にもなったことがある。
- 日本テレビ「誰も知らない泣ける歌」でTHE ALFEEと出演し１０年ぶりに金沢に再会した坂崎幸之助はその年のクリスマス日本武道館コンサートに金沢を招待した。